# Clementina Black
Clementina Maria Black (27 de julio de 1853 - 19 de diciembre de 1922) fue una escritora inglesa, feminista y pionera sindicalista, estrechamente conectada con el marxismo y la sociedad fabiana. Trabajó por los derechos de las mujeres en el trabajo y a favor del sufragio femenino.

## Biografía
Clementina Black nació en Brighton y fue una de los ocho hijos del matrimonio formado por David Black y Clara Maria Patten. Black fue educada en su casa, principalmente por su madre, y llegó a dominar los idiomas francés y alemán.
En 1875, la madre de Clementina murió a causa de un ataque cardiaco provocado por el esfuerzo de levantar a su marido, quien había perdido el uso de ambas piernas. Clementina, como la hija mayor, se quedó a cargo de su padre, hermanos y hermanas, además de realizar su labor como docente.
Su hermana, Constance Garnett, fue traductora y la primera persona que tradujo a León Tolstói, Fiódor Dostoyevski y Antón Chéjov al idioma inglés Ella y sus hermanas se mudaron en la década de 1880 a Fitzroy Square en Londres, donde pasó su tiempo estudiando problemas sociales, haciendo obras literarias y dando conferencias sobre literatura del siglo XVIII.
Clementina Black permaneció soltera y crio a su sobrina Gertrude Speedwell. La llevó a vivir con ella después de que el padre de la niña -su hermano Arthur- asesinara a su esposa e hijo y luego se suicidara.
Murió en su casa en Barnes, Surrey el 19 de diciembre de 1922 y fue enterrada en el cementerio East Sheen de Londres.
La inscripción bíblica en su tumba de Filipenses 4:8 decía:

Finally brethren, whatsoever things are true, whatsoever things are honest, whatsoever things are just, whatsoever things are pure, whatsoever things are lovely, whatsoever things are of good report; if there be any virtue and if there be any praise, think on these things.
Finalmente, hermanos, todo lo que es verdadero, todo lo honesto, todo lo justo, todo lo puro, todo lo amable, todo lo que es de buen nombre; si hay alguna virtud y si hay alguna alabanza, pensad en estas cosas.

## Trayectoria
La politización de Black comenzó a partir de conocer a socialistas marxistas y fabianos, como Olive Shreiner, Dolly Maitland Ratford y Richard Garnett del Museo Británico. También se hizo amiga de la familia Marx, en particular de Eleanor Marx, política activista, sindicalista y escritora.
Estuvo involucrada durante un largo período en los problemas de las mujeres de la clase trabajadora y el movimiento sindical emergente. En 1886, se convirtió en secretaria honoraria de la Women's Trade Union League y presentó una moción de igualdad salarial en el Trades Union Congress (Congreso de Sindicatos) de 1888. En 1889, ayudó a formar la Women´s Trade Union Association (Asociación de Sindicatos de Mujeres), que más tarde se convirtió en el Women´s Industrial Council (Consejo Industrial de Mujeres).
Black formó parte de la organización de la huelga de la empresa Brant & May, en 1888. También participó activamente en la Sociedad Fabiana. En 1895 se convirtió en editora de Women's Industrial News, la revista del Women's Industrial Council, que alentaba a las mujeres de clase media a investigar e informar sobre las condiciones de trabajo de las mujeres más pobres, y en 1914 llegaron a la cifra de casi 120 oficios investigados. En 1896 comenzó a hacer campaña por un salario mínimo legal como parte de la Consumers League y se le atribuyó su participación en el conflicto laboral de la empresa Bryant & May donde las trabajadoras explotadas finalmente entraron en acción.
A principios de la década de 1900, Black también participó activamente en la floreciente campaña del sufragio femenino, convirtiéndose en la secretaria honoraria del Women's Franchise Declaration Committee (Comité de Declaración de Franquicia de Mujeres), que consiguió reunir 257.000 firmas. Black se unió a la National Union of Women's Suffrage Societies (NUWSS) Unión Nacional de Sociedades de Sufragio de Mujeres y a la Sociedad de Sufragio de Mujeres de Londres. En 1912-1913, Black fue editora interina de The Common Cause que era el órgano del movimiento de mujeres por la reforma y utilizaba sus escritos en lugar de la acción directa (a diferencia de las sufragistas militantes) para influir en el cambio. 

## Escritos
La primera de las siete novelas de Black, A Sussex Idyl [sic], se publicó en 1877. An Agitator (1894) se refería a un líder de huelga socialista. Eleanor Marx lo describió como "un relato realista del movimiento obrero británico". Sus otros fueron apolíticos, el último, The Linleys of Bath (1911), se encuentra entre los más exitosos.
Las dos obras políticas de Black, Sweated Industry and the Minimal Wage (1907) y Makers of our Clothes: a Case for Trade Boards (junto con C. Meyer, 1909) fueron denominadas "poderosas obras de propaganda".